# NGC 4870
NGC 4870 est une vaste et lointaine galaxie spirale située dans la constellation des Chiens de chasse. Sa vitesse par rapport au fond diffus cosmologique est de 10 819 ± 17 km/s, ce qui correspond à une distance de Hubble de 160 ± 11 Mpc (∼522 millions d'al). NGC 4870 a été découverte par l'astronome irlandais Lawrence Parsons en 1878.